# Чемпионат СССР по дзюдо 1979
6-й Чемпионат СССР по дзюдо прошёл в Москве 27 — 30 июля 1979 года. Проводился в рамках VII-й Спартакиады народов СССР. В связи с тем, что призёрами Спартакиады стали ряд спортсменов из зарубежных стран, в некоторых категориях призёры чемпионата СССР определены не были.

## Медалисты
| Весовая категория           | Золото                                      | Серебро                                         | Бронза                                                                     |
| --------------------------- | ------------------------------------------- | ----------------------------------------------- | -------------------------------------------------------------------------- |
| Наилегчайший вес (до 60 кг) | Антанас Сонгайла Вооружённые Силы (Каунас)  | Евгений Погорелов «Динамо» (Волгоград)          | Не определён                                                               |
| Полулёгкий вес (до 65 кг)   | Николай Солодухин «Динамо» (Курск)          | Валентин Тараканов Вооружённые Силы (Ленинград) | Руслан Снахов Вооружённые Силы (Баку) Пётр Пономарев «Динамо» (Каунас)     |
| Лёгкий вес (до 71 кг)       | Владимир Невзоров «Урожай» (Майкоп)         | Давид Коданов «Буревестник» (Тбилиси)           | Валерий Двойников «Локомотив» (Киев) Не определён                          |
| Полусредний вес (до 78 кг)  | Алексей Волосов «Труд» (Электросталь)       | Виктор Абраменко «Буревестник» (Минск)          | Не определен                                                               |
| Средний вес (до 86 кг)      | Абдулгаджи Баркалаев «Спартак» (Махачкала)  | Александр Кашинцев «Динамо» (Москва)            | Василий Губанов «Динамо» (Курск) Гафар Астанаев «Динамо» (Ташкент)         |
| Полутяжёлый вес (до 95 кг)  | Рамаз Харшиладзе Вооружённые Силы (Тбилиси) | Александр Василёнок «Буревестник» (Минск)       | Александр Шуров «Динамо» (Курск) Не определен                              |
| Тяжёлый вес (свыше 95 кг)   | Сергей Новиков «Динамо» (Москва)            | Хабиль Бикташев «Динамо» (Куйбышев)             | Борис Беридзе «Труд» (Москва) Евгений Ефремов Вооружённые Силы (Ленинград) |
| Абсолютная категория        | Тенгиз Хубулури Вооружённые Силы (Тбилиси)  | Сергей Новиков «Динамо» (Москва)                | Алексей Тюрин Вооружённые Силы (Алма-Ата) Игорь Богданович «Динамо» (Киев) |